# Unimex Group
Společnost UNIMEX GROUP, a.s. založil v roce 1991 Jiří Šimáně (podle časopisu Forbes byl 18. nejbohatším Čechem v roce 2019 s majetkem v hodnotě 11,3 miliardy.[1]) spolu s Jaromírem Šmejkalem. 30% akcionářem je společnost Neville Investments sídlící v Nizozemsku, které je evropským daňovým rájem.

Společnost se podílí na projektech v oblasti DIY, bytového, průmyslového a hotelového developmentu, cestovního ruchu a obchodu značkovým zbožím, vlastní i síť obchodů pro kutily UNI HOBBY. V roce 2022 byl prodán podíl ve společnosti Global Wines & Spirits s.r.o.

## Obrat
Konsolidovaný obrat firem ve společnosti UNIMEX GROUP, a.s. za rok 2008 přesahuje 8 mld. Kč, bilanční suma 8,5 mld. Kč.[zdroj⁠?!]

## Vlastní
UNIMEX GROUP, a.s. ovládá či drží významné vlastnické podíly v následujících společnostech:
- UNI HOBBY, a.s.
- TRAVEL FREE, s.r.o.
- Smartwings, a.s.
  - České aerolinie a.s.
  - Smartwings Building, s.r.o.
- Canaria Travel, s.r.o.
  - Canaria Travel CZ s.r.o.
- UG-D, a.s.
- UG Air, a.s. (zanikla)

## Různé
- Unimex Group uzavřený investiční fond odvádí pouze 5% korporátní daň do státního rozpočtu. [1] [2]